# Liste daoistischer Tempel in China
Dies ist eine Liste daoistischer Tempel in China. Sie ist nach den Ortsnamen alphabetisch sortiert. Ein Teil der Tempel steht auf der Liste der Denkmäler der Volksrepublik China.
| Name (Pinyin/chin./engl.)                                                                                             | Ort/Provinz                     | Verschiedenes | Bild |
| --- | ------------------------------- | --- | ---- |
| Anshan 鞍山市 Qianshan Wuliang Guan 千山无量观                                                                        | Qian Shan, Anshan, Liaoning     | |      |
| Beijing Baiyun Guan 北京白云观, Tempel der Weißen Wolken                                                              | Peking                          | Sitz der Chinesischen Daoistischen Gesellschaft (Zhongguo daojiao xiehui); Qiu Chuji (丘处机) lebte hier lange Zeit und wurde hier beerdigt, Hauptsitz der Quanzhen-Schule (全真道) |      |
| Beijing Dagao Xuandian 北京大高玄殿 Dagao Xuandian                                                                    | Peking                          | innerhalb des Gugong/Kaiserpalastes in Peking, in der Ming- und Qing-Zeit der daoistische Tempel des Kaiserhauses                                                                   |      |
| Boluo 博罗县 Luofushan 罗浮山: Chongxu Guan 冲虚观                                                                    | Boluo, Guangdong                | |      |
| Chengdu Qingyang Gong 成都青羊宫 Azure Ram Palace                                                                     | Chengdu, Sichuan                | Quanzhen-Schule, der jetzige Tempel stammt aus der Zeit der Qing-Dynastie |      |
| Danjiangkou 丹江口市, siehe Wudangshan 武当山                                                                         | Danjiangkou, Hubei              | |      |
| Dengfeng 登封市, siehe Songshan 嵩山                                                                                  |                                 | |      |
| Dujiangyan 都江堰市 Qingcheng Shan 青城山: Qingchengshan Changdao Guan 常道观 (Tianshidong 天师洞, Zushi Dian 祖师殿) | Dujiangyan, Sichuan             | hier praktizierte Zhang Daoling 张道陵, Quanzhen-Schule |      |
| Guangzhou Chunyang Guan 广州纯阳观 Chunyang-Tempel                                                                    | Guangzhou, Guangdong            | die Bezeichnung des Tempels rührt von einem weiteren Namen des Lü Dongbin her |      |
| Guangzhou Wuxianguan 广州五仙观 Temple of the Five Immortals                                                          | Guangzhou, Guangdong            | Tempel der Fünf Unsterblichen |      |
| Guixi 贵溪市, siehe Longhushan 龙虎山                                                                                 |                                 | |      |
| Hangzhou 杭州市 Baopu Daoyuan 抱朴道院                                                                                | Hangzhou, Zhejiang              | |      |
| Huayin 华阴县 Huashan 华山：Huashan Yuquan Yuan 玉泉院, Zhenyue Gong 镇岳宫, Dongdao Yuan 东道院                      | Huayin, Shaanxi                 | |      |
| Jurong 句容市 Maoshan Daoyuan 茅山道院                                                                                | Mao Shan, Jurong, Jiangsu       | |      |
| Kunming Taihe Gong 昆明太和宫                                                                                         | Kunming, Yunnan                 | mit der berühmten „Goldenen Halle“ (金殿), die heutigen Gebäude wurden meist von Wu Sangui 吴三桂 restauriert                                                                       |      |
| Longhushan Tianshifu 龙虎山天师府                                                                                     | Longhushan, Guixi, Jiangxi      | Sitz der „Zhang-Himmelsmeister (张天师)“ (Zhang Daoling), Hauptsitz der Zhengyi dao 正一道                                                                                          |      |
| Luyi Taiqing Gong 鹿邑太清宫                                                                                          | Luyi, Henan                     | Quanzhen-Schule |      |
| Qingchengshan Changdao Guan 青城山常道观, siehe Dujiangyan                                                            |                                 | |      |
| Qingdao 青岛市 Laoshan 崂山 Taiqing Gong 太清宫                                                                       | Qingdao, Shandong               | |      |
| Ruicheng Yongle Gong 芮城永乐宫 Yongle Temple                                                                         | Ruicheng, Shanxi                | berühmt für seine Wandgemälde |      |
| Shenyang Taiqing Gong 沈阳太清宫 Supreme Clarity Temple                                                               | Shenyang, Liaoning              | Quanzhen-Schule |      |
| Songshan Zhongyue Miao 嵩山中岳庙                                                                                     | Songshan, Dengfeng, Henan       | in der Nachbarschaft von Kaifeng, der alten Hauptstadt der Song-Dynastie, vom Kaiser der Nördlichen Song-Dynastie besucht                                                           |      |
| Suzhou Xuanmiao Guan 苏州玄妙观 Mysterious Sublimity Temple                                                           | Suzhou, Jiangsu                 | seine Sanqing-Halle (三清殿) stammt aus der Zeit der Song-Dynastie |      |
| Taishan Dai Miao 泰山岱庙                                                                                             | Tai’an, Shandong                | Quanzhen-Schule |      |
| Tai’an 泰安市 Taishan 泰山 Bixia Ci 碧霞祠                                                                            | Tai’an, Shandong                | |      |
| Tianjin Tianhou Gong 天津天后宫                                                                                       | Tianjin                         | Mazu-Tempel, Quanzhen-Schule |      |
| Wudangshan Taihe Gong 武当山太和宫, Zixiao Gong 紫霄宫 (Jinding 金顶)                                                 | Wudang Shan, Hubei              | Weltkulturerbe |      |
| Tempel des Ewigen Frühlings 武汉长春观                                                                                | Wuhan, Hubei                    | es wird dem Qiu Chuji geopfert, daher der Name Changchun (长春) |      |
| Xi’an Baxian Gong 西安八仙宫 Tempel der Acht Unsterblichen                                                            | Xi’an, Shaanxi                  | Quanzhen-Schule |      |
| Xiezhou Guandimiao 解州关帝庙                                                                                         | Xiezhou, Yuncheng 运城, Shanxi  | Heimatort von Guan Yu 关羽 |      |
| Zhongnanshan Louguan Tai 终南山楼观台                                                                                 | Zhongnan Shan, Zhouzhi, Shaanxi | der Legende zufolge wurde Laozi hier von Yin Xi aufgefordert, sein Wissen mitzuteilen                                                                                               |      |

## Daojiao quanguo zhongdian gongguan
Liste der einundzwanzig 1982 von der Chinesischen Daoistischen Gesellschaft dem Staatsrat als religiöse Stätten empfohlenen Tempel (Daojiao quanguo zhongdian gongguan 道教全國重點宮觀).
| Name (Pinyin/chin./engl.)                                                      | Ort/Provinz                     | Verschiedenes |
| ------------------------------------------------------------------------------ | ------------------------------- | ------------- |
| Taishan Bixia Ci 泰山碧霞祠                                                    | Tai’an, Shandong                |               |
| Laoshan Taiqing Gong 嶗山太清宮 / 崂山太清宫                                   | Qingdao, Shandong               |               |
| Maoshan Daoyuan 茅山道院                                                       | Jurong, Jiangsu                 |               |
| Baopu Daoyuan 抱樸道院 / 抱朴道院                                              | Hangzhou, Zhejiang              |               |
| Longhushan Tianshi fu 龍虎山天師府 / 龙虎山天师府                              | Longhu Shan, Guixi, Jiangxi     |               |
| Wudangshan Zixiao Gong 武當山紫霄宮 / 武当山紫霄宫                             | Wudang Shan, Hubei              |               |
| Taiyue Taihe Gong 太岳太和宮 / 太岳太和宮 (Wudangshan Taihe Gong 武當山太和宮) | Wudang Shan, Hubei              |               |
| Wuhan Changchun Guan 武漢長春觀 / 武汉长春观                                   | Wuhan, Hubei                    |               |
| Luofushan Chongxu Guan 羅浮山沖虛古觀 / 罗浮山冲虚观                           | Boluo, Guangdong                |               |
| Qingchengshan Changdao Guan 青城山常道觀 / 青城山常道观                        | Dujiangyan, Sichuan             |               |
| Zushi Dian 祖師殿 / 祖师殿                                                     | Dujiangyan, Sichuan             |               |
| Chengdu Qingyang Gong 成都青羊宮 / 成都青羊宫                                  | Chengdu, Sichuan                |               |
| Zhongnanshan Louguan Tai 終南山樓觀台 / 终南山楼观台                           | Zhongnan Shan, Zhouzhi, Shaanxi |               |
| Xi’an Baxian Gong 西安八仙宮 / 西安八仙宫                                      | Xi’an, Shaanxi                  |               |
| Huashan Yuquan Yuan 華山玉泉道院 / 华山玉泉院                                  | Kreis Huayin, Shaanxi           |               |
| Dongdao Yuan 东道院 (= Jiutian Gong 九天宮 / 九天宮)                           | Huayin, Shaanxi                 |               |
| Zhenyue Gong 鎮岳宮 / 镇岳宫                                                   | Kreis Huayin, Shaanxi           |               |
| Qianshan Wuliang Guan 千山無量觀 / 千山无量观                                  | Anshan, Liaoning                |               |
| Shenyang Taiqing Gong 瀋陽太清宮 / 沈阳太清宫                                  | Shenyang, Liaoning              |               |
| Songshan Zhongyue Miao 嵩山中嶽廟 / 嵩山中岳庙                                 | Songshan, Dengfeng, Henan       |               |
| Beijing Baiyun Guan 北京白雲觀 / 北京白云观                                    | Peking                          |               |

## Übersicht nach Tempelnamen
- Baijiao ciji gong 白礁慈济宫 (Fujian, Kreis Longhai)
- Baiyunshan Baiyun Guan 白云山白云观 (Shaanxi, Kreis Jia)
- Baiyun Guan 白云观 (Shanghai)
- Baiyun Guan 白云观 (Gansu, Lanzhou)
- Baiyun Guan 白云观 (Peking)
- Baoduzhai jinque gong 抱犊寨金阙宫 (Hebei, Luquan (Shijiazhuang))
- Baopu Daoyuan 抱樸道院 (Hangzhou)
- Baxian Gong 八仙宫 (Xi’an)
- Beidou dong 北斗洞 (Zhejiang, Yueqing)
- Beiwu dangshan daoguan 北武当山道观 (Shanxi, Kreis Fangshan)
- Beiyue miao 北岳庙 (Shanxi, Heng Shan, Kreis Hunyuan)
- Changchun Guan 长春观 (Wuhan)
- Chaotian Tempel (Chaotian gong) 朝天宫 (Taiwan, Beigang 北港)
- Chaoyang gong 朝阳宫 (Shanxi, Datong)
- Chen Tuan an 陈抟庵 (Henan)
- Chenghuang miao 城隍庙 (Jiangsu, Nantong)
- Chenghuang miao 城隍庙 (Shanghai)
- Chenghuang miao 城隍庙 (Hunan, Yiyang)
- Chongxu Guan 冲虚观 (Guangdong)
- Chongyang Gong 重阳宫 (Shaanxi, Kreis Hu 户县)
- Chongyi miao 忠义庙
- Chunyang Guan 纯阳观 (Guangdong, Guangzhou)
- Chunyang Guan 纯阳观 (Jiangxi, Pingxiang)
- Dalong dong daoguan 大龙洞道观 (Yunnan, Zhaotong)
- Daode guan 道德观 (Gansu, Zhangye)
- Daoyuan dong 道源洞 (Zhejiang, Wenling)
- Dayunshan xuanyang gong 大云山玄阳宫 (Hunan, Yueyang)
- Deyun guan 德云观 (Fujian, Nanping)
- Dongling guan 洞灵观 (Jiangsu, Yixing)
- Dongyue Guan 东岳观 (Zhejiang, Kreis Pingyang)
- Dongyue Guan 东岳观 (Zhejiang, Rui’an)
- Dongyue Miao 东岳庙 (Jiangsu, Huai’an)
- Dongyue Miao 东岳庙 (Shandong)
- Erwang miao 二王庙 (Sichuan, Dujiangyan)
- Feiyan dong 飞雁洞 (Hongkong)
- Fenghuangshan ziyang gong 凤凰山紫阳宫 (Liaoning, Fengcheng (Dandong))
- Fenyang Wuyue Miao 汾阳五岳庙 (Shanxi, Fenyang)
- Fushou gong 福寿宫 (Jilin, Liaoyuan)
- Ganyuan guan 干元观 (Jiangsu, Jurong)
- Gao guan 高观 (Sichuan, Jiangyou)
- Gaofeng shan daoguan 高峰山道观 (Sichuan, Kreis Pengxi)
- Gaoxiong daode yuan 高雄道德院
- Gaoxiong wenhua yuan 高雄文化院 (Taiwan, Kaohsiung)
- Gexian shan daoguan 葛仙山道观 (Sichuan, Pengzhou)
- Gexianshan daoguan 葛仙山道观 (Jiangxi, Kreis Yanshan)
- Gezaoshan chongzhen guan 阁皂山崇真观 (Jiangxi, Zhangshu)
- Guandi miao 关帝庙 (Heilongjiang, Tieli 铁力市)
- Guanyue miao 关岳庙 (Fujian, Quanzhou)
- Haiyun Guan 海云观 (Heilongjiang, Acheng)
- Hemingshan daoguan 鹤鸣山道观 (Sichuan, Kreis Dayi)
- Hengshan Nanyue Damiao 衡山南岳大庙 (Hunan, Hengyang)
- Hetu guan 河图观 (Hunan, Changsha)
- Huangdaxian ci 黄大仙祠 (Ashfield, Australien)
- Huangdaxian dong 黄大仙祠 (Hongkong)
- Huangdaxian dong 黄大仙祠 (Zhejiang, Jinhua)
- Huanglong guguan 黄龙古观 (Guangdong)
- Huashan Dongdao Yuan 华山东道院 (Shaanxi, Kreis Huayin)
- Huashan Yuquan Yuan 华山玉泉院 (Shaanxi, Kreis Huayin)
- Huashan Zhenyue Gong 华山镇岳宫 (Shaanxi, Kreis Huayin)
- Huayang guan 华阳观 (Guangdong, Jieyang)
- Hufengshan chongde guan 虎峰山崇德观 (Guizhou, Kreis Zunyi)
- Huoshen miao 火神庙 (Peking)
- Jianfu gong 建福宫 (Sichuan, Dujiangyan)
- Jinhuashan daoguan 金华山道观 (Sichuan, Shehong)
- Jintaiguan 金台观 (Shaanxi, Baoji)
- Jintian guan 金天观 (Gansu, Lanzhou)
- Jiucaiba chenghuang miao 韭菜芭城隍庙
- Jiuding tieshashan yunguang dong 九鼎铁刹山云光洞 (Liaoning, Benxi)
- Jiulong shan jiulong guan 九龙山九龙观 (Hunan, Kreis Taoyuan)
- Jiuxiao wanfu gong 九霄万福宫 (Jiangsu)
- Kongdongshan daoguan 崆峒山道观 (Gansu, Pingliang)
- Laojun dong daoguan 老君洞道观 (Chongqing)
- Laojunshan daoguan 老君山道观 (Sichuan, Kreis Xinjin)
- Laojuntai daoguan 老君台道观 (Ningxia, Zhongwei)
- Laoshan Taiqing Gong 崂山太清宫 (Shandong, Qingdao)
- Lingshan xuanling gong 灵山玄灵宫 (Henan, Kreis Neixiang)
- Lingwei guan 灵威观 (Jiangsu, Rugao)
- Lishan laojun gong 骊山老母宫 (Shaanxi, Lintong)
- Liuhe shengshi 六合圣室 (Hongkong)
- Longhu shan tianshi fu 龙虎山天师府 (Jiangxi, Yingtan)
- Longjiaoshan qingtang guan 龙角山庆唐观 (Shanxi, Kreis Fushan)
- Longmendong daoguan 龙门洞道观 (Shaanxi, Kreis Long 陇县)
- Longquan guan 龙泉观, Taihe Gong Jindian 太和宫金殿 (Yunnan, Kunming)
- Longxiang daoyuan 龙翔道院 (Zhejiang, Jiaojiang)
- Longzang dong 龙藏洞 (Guangdong, Kreis Huilai)
- Louguan Tai 楼观台 (Shaanxi)
- Lü Weng ci 吕翁祠 (Hebei)
- Lu’ermen shengmu miao 鹿耳门圣母庙
- Lushan daoguan 泸山道观 (Sichuan, Xichang)
- Lushan xianren dong daoguan 庐山仙人洞道观 (Jiangxi, Jiujiang)
- Lüxian guan 吕仙观 (Hunan, Yueyang)
- Maoshan Daoyuan 茅山道院 (Jiangsu, Jurong)
- Maoxian Qingtian guan 茅仙洞清天观 (Anhui, Kreis Fengtai)
- Mianshan daluo gong 绵山大罗宫 (Shanxi, Jiexiu)
- Mulan shan daoguan 木兰山道观 (Hubei, Huangpi (Wuhan))
- Nanshi miao 南石庙 (Henan Kreis Nanzhao)
- Nanyue Huangting guan 南岳黄庭观 (Hunan Hengyang)
- Nanyue Sanyuan gong 南岳三元宫 (Hunan, Hengyang)
- Nanyue shan daoguan 南岳山道观 (Hubei, Shishou)
- Nanyue Xuandu guan 南岳玄都观 (Hunan, Hengyang)
- Nianggong guan 娘宫观 (Guangdong, Jieyang)
- Niangniangshan daoguan 娘娘山道观 (Qinghai, Kreis Datong)
- Peixian gong 裴仙宫 (Fujian, Fuzhou)
- Penglai xiange 蓬莱仙阁 (Toronto, Kanada)
- Pengying xianguan 蓬瀛仙馆 (Hongkong)
- Qianshan Wuliang Guan 千山无量观 (Liaoning, Anshan)
- Qianshan wulong gong 千山五龙宫 (Liaoning, Anshan)
- Qinci yangdian 钦赐仰殿 (Shanghai)
- Qingchengshan Changdao Guan 青城山常道观 (Sichuan, Dujiangyan)
- Qingsong guan 青松观 (Hongkong)
- Qingxu Guan 清虚观 (Shanxi, Pingyao)
- Qingxushan daoguan 清虚山道观 (Hebei, Kreis Tang 唐县)
- Qingyang Gong 青羊宫 (Chengdu)
- Qionglongshan shanzhen guan 穹窿山上真观 (Jiangsu, Suzhou)
- Qiyunshan taisu gong 齐云山太素宫 (Anhui, Kreis Xiuning)
- Runzhou daoyuan 润州道院 (Jiangsu, Zhejiang)
- Sanjiao si 三教寺 (Yunnan, Lincang)
- Sanqing gong 三清宫 (Jilin)
- Sanqing gong 三清宫 (Qinghai, Kreis Guide)
- Sanyuan gong 三元宫 (Guangzhou)
- Shangqing gong 上清宫 (Henan, Luoyang)
- Shangqing gong 上清宫 (Sichuan, Dujiangyan)
- Shenggong dian 圣公殿 (Fujian, Nanping)
- Shidong yulong gong 石洞玉龙宫 (Guangdong, Chaoyang)
- Shifang guan 十方院 (Hebei, Luquan (Shijiazhuang))
- Shizhu shan daoyuan 石竹山道院 (Fujian, Fuzhou)
- Shuishen miao 水神庙 (Shanxi, Kreis Hongdong)
- Songshan Zhongyue Miao 嵩山中岳庙 (Henan, Kreis Dengfeng)
- Sulao guan 酥醪观 (Guangdong)
- Taibei xingdagong 台北行天宫
- Taifu Guan 太符观 (Shanxi, Fenyang)
- Taihe gong 太和宫 (Shaanxi, Yan’an)
- Tainanfu chenghuang miao 台南府城隍庙
- Taining gong 泰甯宫 (Hebei, Zhuozhou)
- Taiping gong 太平宫 (Shandong, Qingdao)
- Taiqing Gong 太清宫 (Shenyang)
- Taiqing Gong und Laojun tai 太清宫和老君台 (Henan, Kreis Luyi)
- Taiqing Gong 太清宫 (Innere Mongolei, Hohhot)
- Taishan Bixia Ci 泰山碧霞祠 (Shandong, Tai’an)
- Taishan Wangmu chi 泰山王母池 (Shandong, Tai’an)
- Taiwan shoumiao tiantan 台湾首庙天坛 (Tainan)
- Taixuan daoguan 太玄道观 (Vereinigte Staaten, Hawaii)
- Taiyue gong 泰岳宫 (Ningxia, Guyuan)
- Taogong miao 陶公庙 (Hunan, Changsha)
- Taoyuan dong daoyuan 桃源洞道观 (Fujian, Wuyishan)
- Tiandushan daoguan 天都山道观 (Ningxia, Haiyuan)
- Tianguishan qinglong guan 天桂山青龙观 (Hebei, Kreis Pingshan)
- Tianhou Gong 天后宫 (Fujian, Kreis Zherong)
- Tianhou Gong 天后宫 (Hunan, Kreis Zhijiang)
- Tianhou Gong 天后宫 (Tianjin)
- Tianjing gong 天静宫 (Anhui, Kreis Guoyang)
- Tianxian gong 天仙宫 (Heilongjiang, Mudanjiang)
- Tianzhushan daoguan 天竺山道观 (Shaanxi, Kreis Shanyang 山阳县)
- Tongbai gong 桐柏宫 (Zhejiang, Kreis Tiantai)
- Tulou guan 土楼观 (Qinghai, Xining)
- Tushan Yuwang gong 涂山禹王宫 (Anhui, Bengbu)
- Wangmu chidao guan 王母池道观 (Xinjiang, Tianshan)
- Wanshou guan 万寿观 (Gansu, Linxia)
- Wansong shan yuxu guan 万松山玉虚观 (Jiangxi, Ganzhou)
- Weibaoshan daoguan 巍宝山道观 (Yunnan, Kreis Weishan)
- Weiyushan dayou gong 委羽山大有宫 (Zhejiang, Huangyan)
- Wenhua sanqing gong 文化三清宫 (Taiwan, Taipeh)
- Wudang shan daoguan 武当山道观 (Qinghai, Kreis Ledu)
- Wudang shan taihe gong 武当山太和宫、紫霄宫 (Hubei, Danjiangkou)
- Wuhou ci daoguan 武侯祠道院 (Henan, Nanyang)
- Wunaoshan dizhu miao 五脑山帝主庙 (Hubei, Macheng)
- Wushan daoshan guan 乌山道山观 (Fujian, Fuzhou)
- Wuyi gong 武夷宫 (Fujian)
- Xiandang gong 贤当宫 (Singapur)
- Xiangu dong 仙姑洞 (Zhejiang, Kreis Pingyang)
- Xianren dong 仙人洞 (Guizhou, Guiyang)
- Xiaqing gong 下清宫 (Henan, Luoyang)
- Xiezhou Guandi miao 解州关帝庙 (Shanxi, Yuncheng)
- Xingguo daoyuan 兴国道院 (Jiangsu, Nantong)
- Xingshan zhentang 省善真堂 (Hongkong)
- Xingyang guan 兴阳观 (Henan, Kreis Nanzhao)
- Xinshan’erfentan 信善二分坛
- Xishan wanshou gong 西山万寿宫 (Jiangxi)
- Xiyuan shandao guan 西源山道观 (Qinghai, Kreis Huangzhong)
- Xiyue Miao Daoguan 西岳庙道观 (Henan, Kreis Neixiang)
- Xiyue Miao 西岳庙 (Shaanxi)
- Xiyun Guan 西云观 (Gansu, Dunhuang)
- Xiqiaoshan Yunquan Xianguan 西樵山云泉仙馆 (Guangdong, Nanhai)
- Xuanmiao Guan 玄妙观 (Suzhou)
- Xuantian guan 玄天观 (Yunnan, Kreis Ludian)
- Xueshan zixiao guan 雪山紫霄观 (Zhejiang, Wenzhou)
- Yanke dong daoguan 燕窠洞道观 (Zhejiang, Kreis Cangnan)
- Yanqing guan 延庆观 (Henan, Kaifeng)
- Yilan sanqing gong 宜兰三清宫
- Yongle Gong 永乐宫 (Shanxi)
- Yuanmiao guan 元妙观 (Fujian, Quanzhou)
- Yuanmiao guan 元妙观 (Guangdong, Huizhou)
- Yuanong shengmiao 元龙圣庙
- Yuanquan xianguan 云泉仙馆 (Hongkong)
- Yuanxuan xueyuan 圆玄学院 (Hongkong)
- Yuelushan yunlu gong 岳麓山云麓宫 (Hunan, Changsha)
- Yuguang ge 玉皇阁 (Ningxia, Kreis Pingluo)
- Yuhuang ge 玉皇阁 (Jilin, Tonghua)
- Yuhuang ge 玉皇阁 (Yunnan, Baoshan)
- Yuhuang gong 玉皇宫 (Hebei, Kreis Yongnian)
- Yuhuang gong 玉皇宫 (Shaanxi, Kreis Mao 眉县)
- Yunfengshan daoguan 云峰山道观 (Yunnan, Kreis Tengchong)
- Yuntai guan 云台观 (Sichuan, Kreis Santai)
- Yuqing gong 玉清宫 (Guangdong Lufeng (Shanwei))
- Yuquan Guan 玉泉观 (Gansu, Tianshui)
- Yushan jiuxian guan 于山九仙观 (Fujian, Fuzhou)
- Zanhua gong 赞化宫 (Guangdong, Meizhou）)
- Zhang Liang miao 张良庙 (Shaanxi)
- Zhenwu shan daoguan 真武山道观 (Hubei, Xiangfan)
- Zhinan gong 指南宫 (Taiwan, Taipeh)
- Zhizhi an 止止庵 (Fujian)
- Zhongfu daoyuan 中孚道院 (Arizona, Vereinigte Staaten)
- Zigen ge 紫根阁 (Vereinigte Staaten, San Francisco, Kalifornien)
- Zique xuanguan 紫阙玄观 (Hongkong)
- Zitong wenchang gong 梓童文昌宫 (Sichuan)
- Zizhi guan 紫芝观 (Zhejiang, Yueqing)
- Zizhu guan 紫竹观 (Guangdong, Lufeng (Shanwei))
- Zushi Dian 祖师殿 (Sichuan, Dujiangyan)

Anmerkung: Es wurden auch einige außerchinesische Tempel in die Liste aufgenommen. Die Transkription erfolgte durchweg in Pinyin, auch für Bezeichnungen aus Regionalsprachen, wie den kantonesischen Namen etc.